# Belloppia wallworki
Belloppia wallworki är en kvalsterart som beskrevs av Hammer 1968. Belloppia wallworki ingår i släktet Belloppia och familjen Oppiidae. Inga underarter finns listade.